# Cratere Li Qingzhao
Li Qingzhao  è un cratere sulla superficie di Venere. Deve il proprio nome a Li Qingzhao (李清照T), scrittrice cinese della dinastia Song.